# کالج دی انزا

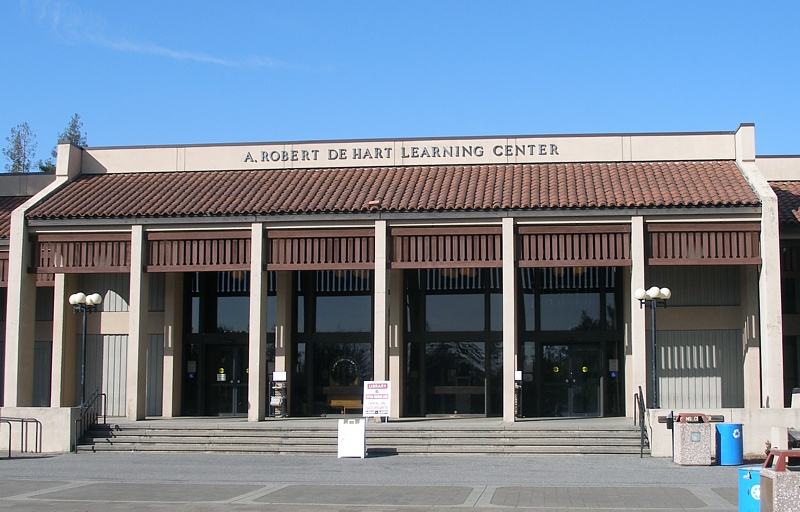
ساختمان کالجِ دی انزا

کالجِ دی انزا (به انگلیسی: De Anza College) یک کالج منطقه‌ای در کوپرتینو، کالیفرنیا است.